# UFRaw
UFRaw (Unidentified Flying Raw, en anglès) és una aplicació que pot llegir i manipular imatges en cru, generades per moltes càmeres digitals. UFRaw està disponible tant com a utilitat autònoma com connector per a GIMP plugin. Com a aplicació autònoma, UFRaw es pot invocar amb una interfície gràfica, o com a utilitat de tractament per lots a la línia d'ordres.
UFRaw llegeix imatges en cru, utilitzant dcraw com a motor, i gestiona el suport del color mitjançant LittleCMS, el que permet que l'usuari per aplicar perfils de descripció del color d'entrada, d'impressió, i de pantalla (vegeu també gestió del color de Linux).
UFRaw no te manteniment des del 17 de desembre de 2016.
GIMP 2.8.x és compatible amb les últimes versions d'ufraw. ufraw 0.19.2 és compatible amb GIMP 2.8.14 a Windows XP+.